# Chrysolina varians
Chrysolina varians är en skalbaggsart som först beskrevs av Johann Gottlieb Schaller 1783.  Chrysolina varians ingår i släktet Chrysolina och familjen bladbaggar. Arten är reproducerande i Sverige. Inga underarter finns listade i Catalogue of Life.

## Bildgalleri

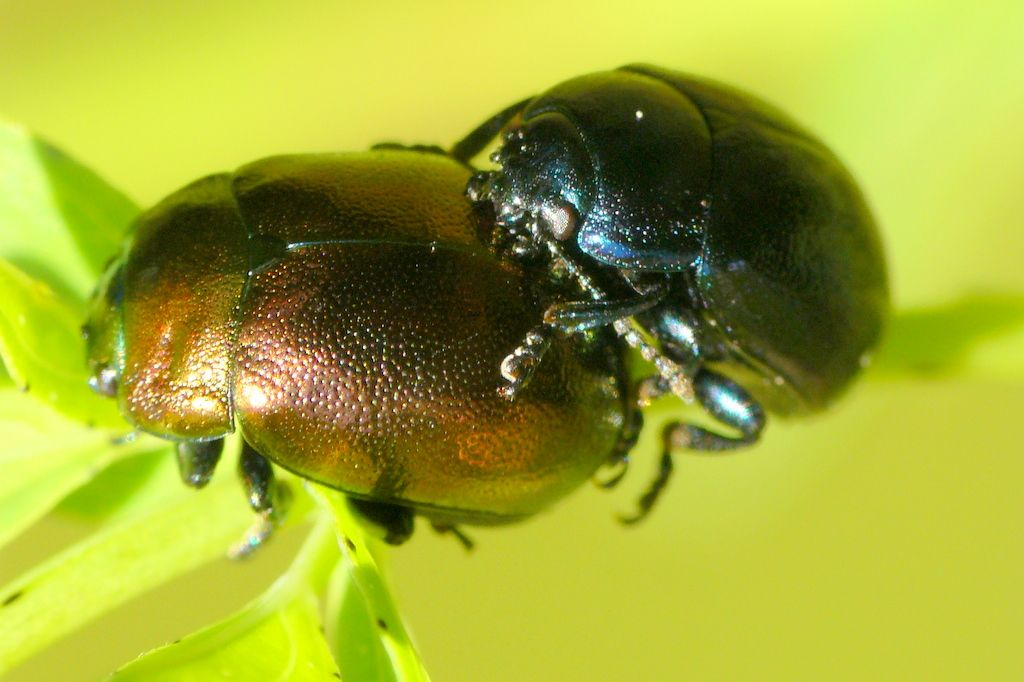
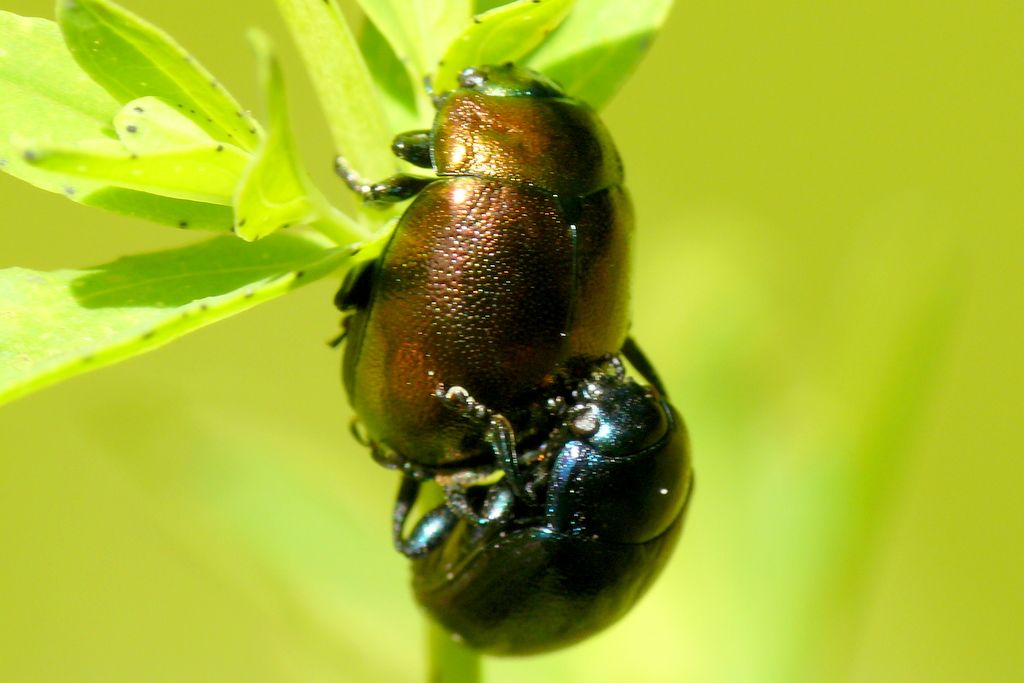
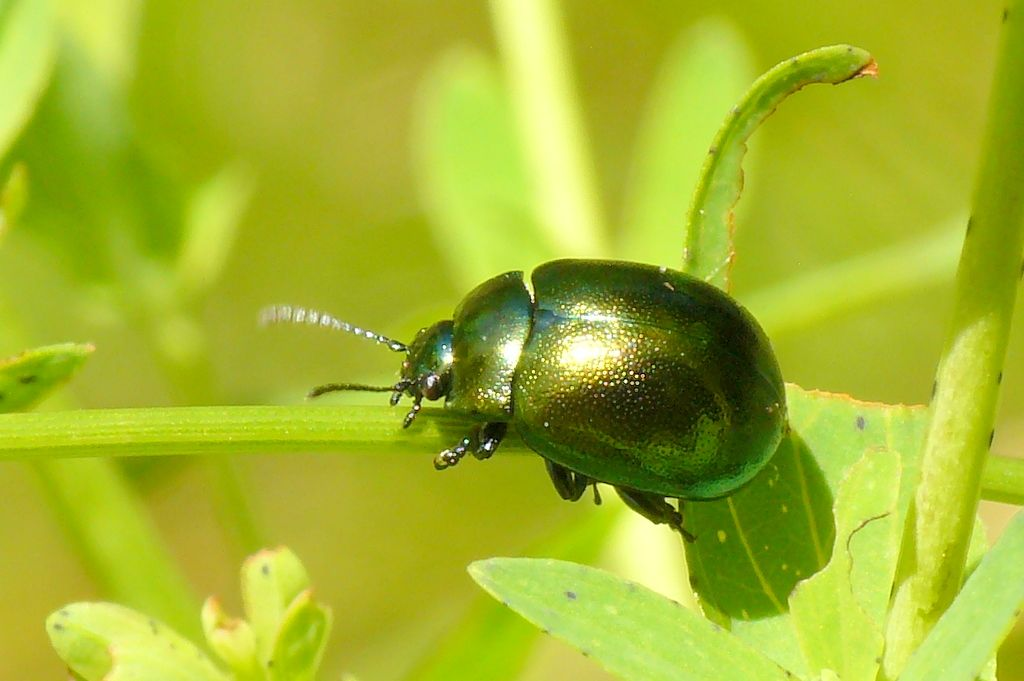
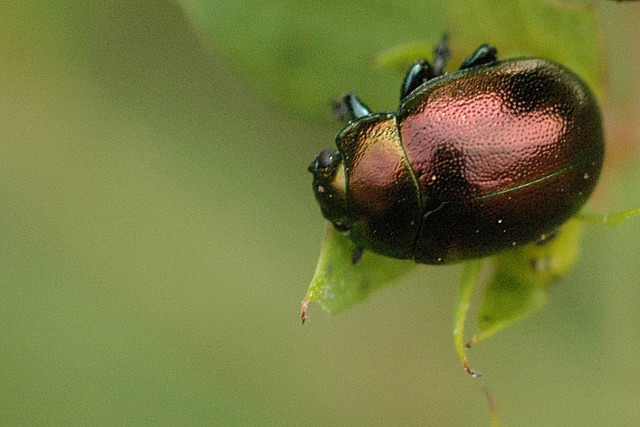
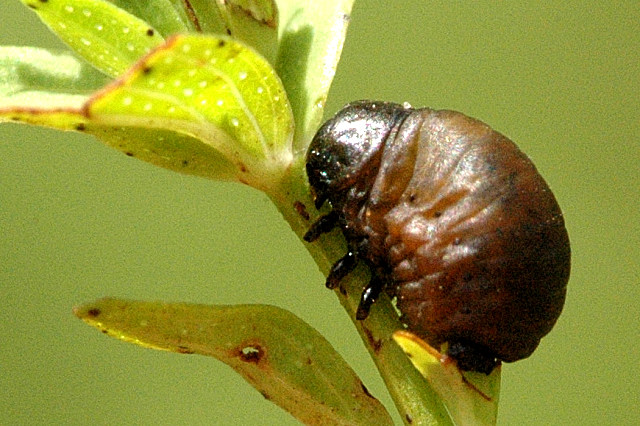
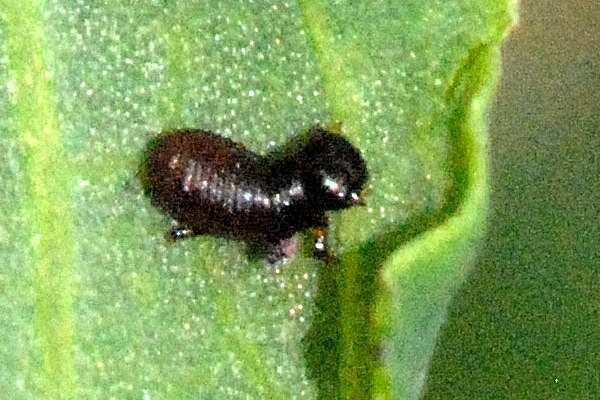